# 제55회 아카데미상
제55회 아카데미상은 1983년 4월 11일에 열린 시상식이다. LA 도로시 챈들러 파빌리온에서 개최되었으며 사회자는 라이자 미넬리, 더들리 무어, 리처드 프라이어, 월터 매튜이다.

## 후보 및 수상

### 작품상
- 간디 - 리차드 아텐보로 수상
- 이티 - 스티븐 스필버그
- 미싱 - 에드워드 루이스
- 투씨 - 시드니 폴락
- 심판 - 리처드 D. 자눅

### 남우주연상
- 간디 - 벤 킹슬리 수상
- 미싱 - 잭 레먼
- 아름다운 날들 - 피터 오툴
- 투씨 - 더스틴 호프만
- 심판 - 폴 뉴먼

### 여우주연상
- 소피의 선택 - 메릴 스트립 수상
- 여배우 프란시스 - 제시카 랭
- 미싱 - 씨시 스페이식
- 사관과 신사 - 데브라 윙거
- 빅터 빅토리아 - 줄리 앤드류스

### 남우조연상
- 사관과 신사 - 루이스 고셋 주니어 수상
- 베스트 리틀 호하우스 인 텍사스 - 찰스 더닝
- 심판 - 제임스 메이슨
- 빅터 빅토리아 - 로버트 프레스턴
- 가프 - 존 리스고

### 여우조연상
- 투씨 - 제시카 랭 수상
- 여배우 프란시스 - 킴 스탠리
- 투씨 - 테리 가
- 빅터 빅토리아 - 레슬리 앤 워렌
- 가프 - 글렌 클로즈

### 감독상
- 간디 - 리차드 아텐보로 수상
- 특전 유보트 - 볼프강 페테르젠
- 이티 - 스티븐 스필버그
- 투씨 - 시드니 폴락
- 심판 - 시드니 루멧

### 각본상
- 간디 - 존 브릴리 수상

### 각색상
- 미싱 - 코스타 가브라스 수상

### 촬영상
- 간디 - 빌리 윌리엄스 수상

### 편집상
- 간디 - 존 브룸 수상

### 미술상
- 간디 - 스투어트 크레그 수상

### 의상상
- 간디 - 존 몰로 수상

### 분장상
- 불을 찾아서 - Sarah Monzani 수상

### 음악상
- 이티 - 존 윌리엄스 수상

### 음향편집상
- 이티 - Campbell 수상

### 음향믹싱상
- 이티 - Robert Knudson 수상

### 시각효과상
- 이티 - Carlo Rambaldi 수상

### 외국어영화상
- Volver a empezar 수상

### 단편애니메이션상
- Tango - Zbigniew Rybczynski 수상

### 단편영화상
- A Shocking Accident - Christine Oestreicher 수상

### 장편다큐멘터리상
- Just Another Missing Kid - John Zaritsky 수상

### 단편다큐멘터리상
- If You Love This Planet - Edward Le Lorrain 수상

### 공로상
- 미키 루니 수상

### 진 허숄트 박애상
- Walter Mirisch 수상

### 고든 소이어 상
- John Aalberg 수상

### 음악스코어링상
- 빅터 빅토리아 - Henry Mancini 수상

## 같이 보기
- 제40회 골든 글로브상
- 제3회 골든 래즈베리상
- 제36회 영국 아카데미 영화상